# Albert Černý
Albert Černý (Třinec, República Checa; 17 de febrero de 1989) es un cantante y guitarrista checo, miembro y líder de los grupos Charlie Straight (2006–2013) y Lake Malawi (2013–presente). En 2019, él y su banda Lake Malawi representaron a la República Checa en Eurovisión, donde la banda terminó en undécima posición, el segundo mejor resultado hasta entonces en la historia de la República Checa, después de Mikolas Josef.

## Biografía y carrera

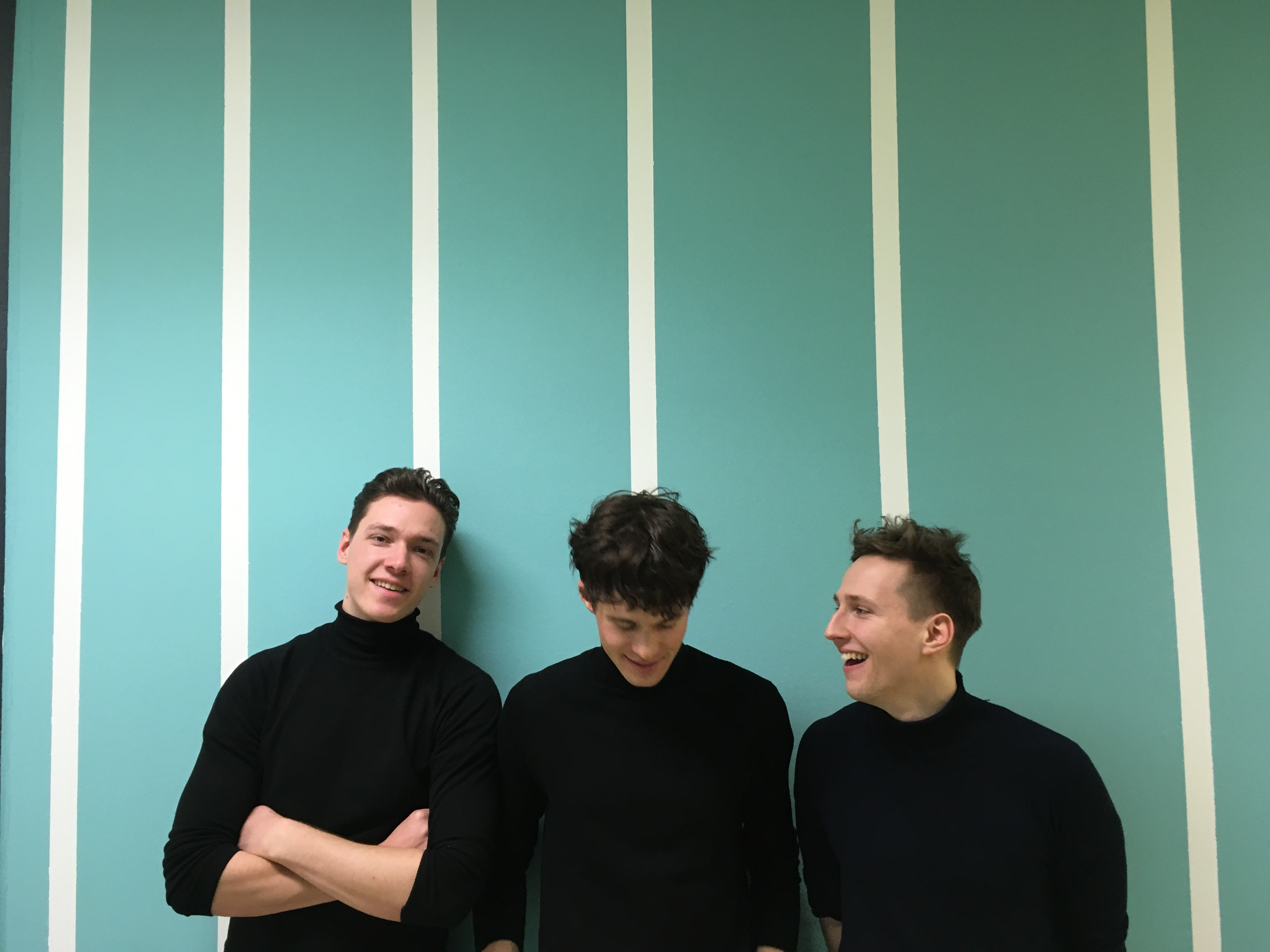
Cerný junto a su banda, Lake Malawi

Albert Černý nació en Třinec, República Checa, el 17 de febrero de 1989. Asistió a la escuela primaria polaca y, después de graduarse, se unió a la escuela de gramática checa en Třinec. Luego, estudió Traducción e Interpretación en Inglés en la Universidad Palacký, en Olomouc.
Es autor de la música de la serie de televisión checa 4teens, que se emitió en 2011. También actuó en la serie. En 2013, fue invitado del programa Všechnopárty, presentado por Karel Šíp, y en 2017, de Show Jana Krause.

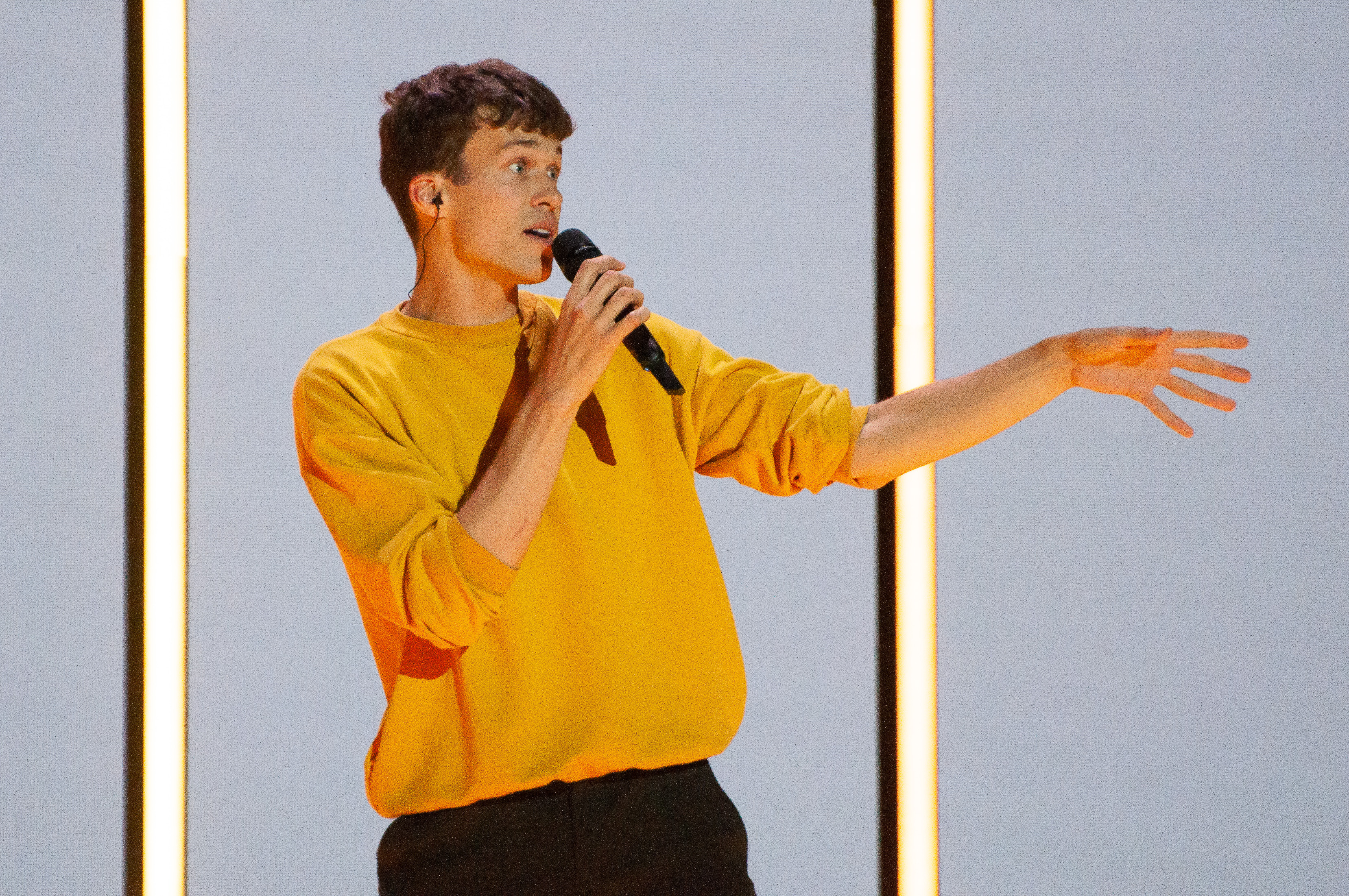
Cerný durante su actuación en el certamen de Eurovisión

En enero de 2019, con la banda Lake Malawi, ganó la preselección nacional de la República Checa en el Festival de Eurovisión 2019 con la canción "Friend of a Friend", con la que posteriormente avanzó a la final de la competición europea. La banda terminó en el puesto 11 de los 41 países participantes, siendo el segundo mejor resultado de la República Checa en esta competición en aquel momento.
En enero de 2020, participó en el programa Szansa na Sukces, la preselección de Polonia para el Festival de Eurovisión. Después de cantar la versión de la canción "Please, please me" de The Beatles, se clasificó para la final del 23 de febrero, en la que quedó subcampeón con la canción "Lucy".

### Vida personal
En agosto de 2021, Černý anunció su compromiso con la modelo Barbora Podzimková, con la que mantiene una relación sentimental desde 2017.

## Discografía

### Sencillos
| Título       | Año  | Álbum                  |
| ------------ | ---- | ---------------------- |
| "Nová láska" | 2020 | Sencillo independiente |